# サイラス・ウィアー・ミッチェル (俳優)
サイラス・ウィアー・ミッチェル（Silas Weir Mitchell、1969年9月30日 - ）はアメリカ合衆国出身の俳優である。

## 略歴
ブラウン大学を卒業。その後少しの間、冴えない弱小劇場で演技をしてニューヨークをうろついていた。そして機会がありカリフォルニア大学サンディエゴ校の芸術修士(MFA)の演劇課程に合格。この課程が実力を示すたくさんの機会、ひいてはTVドラマや映画の仕事に繋がった。1995年にデビューし、多くのテレビシリーズに出演しているが、特に『プリズン・ブレイク』のヘイワイヤー役、『マイネーム・イズ・アール』のドニー役で知られている。2011年から始まったテレビ・シリーズ『GRIMM/グリム』にはメインキャストとして出演。ニックの情報屋のモンロー役として活躍し、高い人気を得ている。ゲスト出演した番組には『NYPDブルー』『ER緊急救命室』『シックス・フィート・アンダー』『X-ファイル』『名探偵モンク』『クローザー』『LAW & ORDER:性犯罪特捜班』などがある。
趣味は、ワインについての勉強である。

## 主な出演作品

### テレビドラマ
- ER緊急救命室 ER (1997-1998)
- NYPDブルー NYPD Blue（1997、2000）
- X-ファイル The X Files （1999）
- 刑事ナッシュ・ブリッジス Nash Bridges (2000) ロイ・マクネアー
- 24 -TWENTY FOUR- 24 (2001) イーライ(殺し屋)
- コールドケース 迷宮事件簿 Cold Case (2003)S1-9話(2005)S2-20話 ジェームス・ホーガン
- シックス・フィート・アンダー Six Feet Under (2003)
- マイネーム・イズ・アール My Name Is Earl (2005-2008) ドニー・ジョーンズ
- CSI:科学捜査班 CSI:Crime Scene Investigation (2005) [夢の途中] ゲスト主演
- プリズン・ブレイク Prison Break (2005) チャールズ・“ヘイワイヤー”・パトシック
- 名探偵モンク Monk (2006)S5-2話「悪夢のゴミ戦争」ドラッグストア店員
- デクスター 警察官は殺人鬼 Dexter (2007)
- クローザー The Closer (2008) クリス・ドナビュー神父
- バーン・ノーティス 元スパイの逆襲 Burn Notice（2008-2009）シーモア
- メンタル:癒しのカルテ MENTAL (2009) ビンセント
- LAW & ORDER:性犯罪特捜班 Law & Order: Special Victims Unit (2009)
- NUMBERS 天才数学者の事件ファイル Numb3rs (2009) S6-6話
- メンタリスト THE MENTALIST(2010)S3-12話「ブラッドハウンド」アーサー・コフィ(バス運転手)
- GRIMM/グリム Grimm (2011-2017) モンロー
- S.W.A.T. (テレビドラマ)  S.W.A.T. (2021) S4-10話 フィル・ウィンター

### 映画
- クイックシルバー Quicksilver Highway (1997) ブライアン・アダムス
- ジュリアン・ポーの涙 Julian Po (1997) ストーンウォール
- 沈黙の陰謀 The Patriot (1998) ポーグ
- ヴァン・ダム IN コヨーテ Inferno (1999) ジェシー・ホーガン
- ラットレース Rat Race (2001) ロイド
- 隣のヒットマンズ 全弾発射 The Whole Ten Yards (2004)　ヤーモ
- サークル CIRCLE (2010) ジェームズ・ベネット